# Francesco Bonsignori

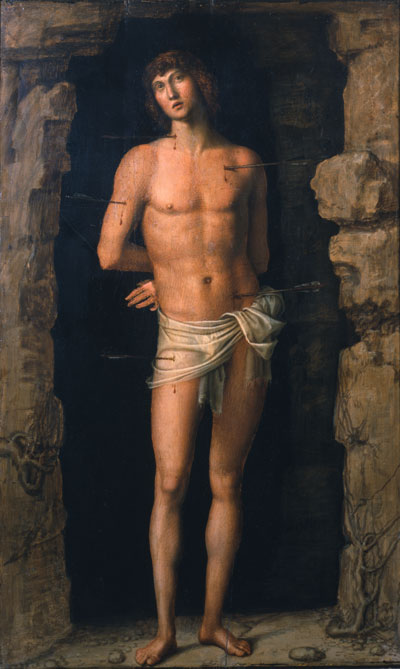
Sankt Sebastian, målning av F. Bonsignori (Arezzo, Museo Statale d'Arte).

Francesco Bonsignori, född omkring 1455 och död 1519, var en italiensk konstnär av Veronaskolan.
Bonsignori var lärjunge till Andrea Mantegna, om vilken hans kraftiga veckbehandling påminner. I kompositionen visar han inflytande från Bartolomeo Vivarini. Han konst genomgår en jämn utveckling mot 1500-talsideal. Bland hans mera kända verk kan nämnas Tronande madonna i Museo civico, Verona.